# Laevicordia horrida
Laevicordia horrida är en musselart som beskrevs av Allen och Turner 1974. Laevicordia horrida ingår i släktet Laevicordia och familjen Verticordiidae. Inga underarter finns listade i Catalogue of Life.